# 원시 행성계 원반

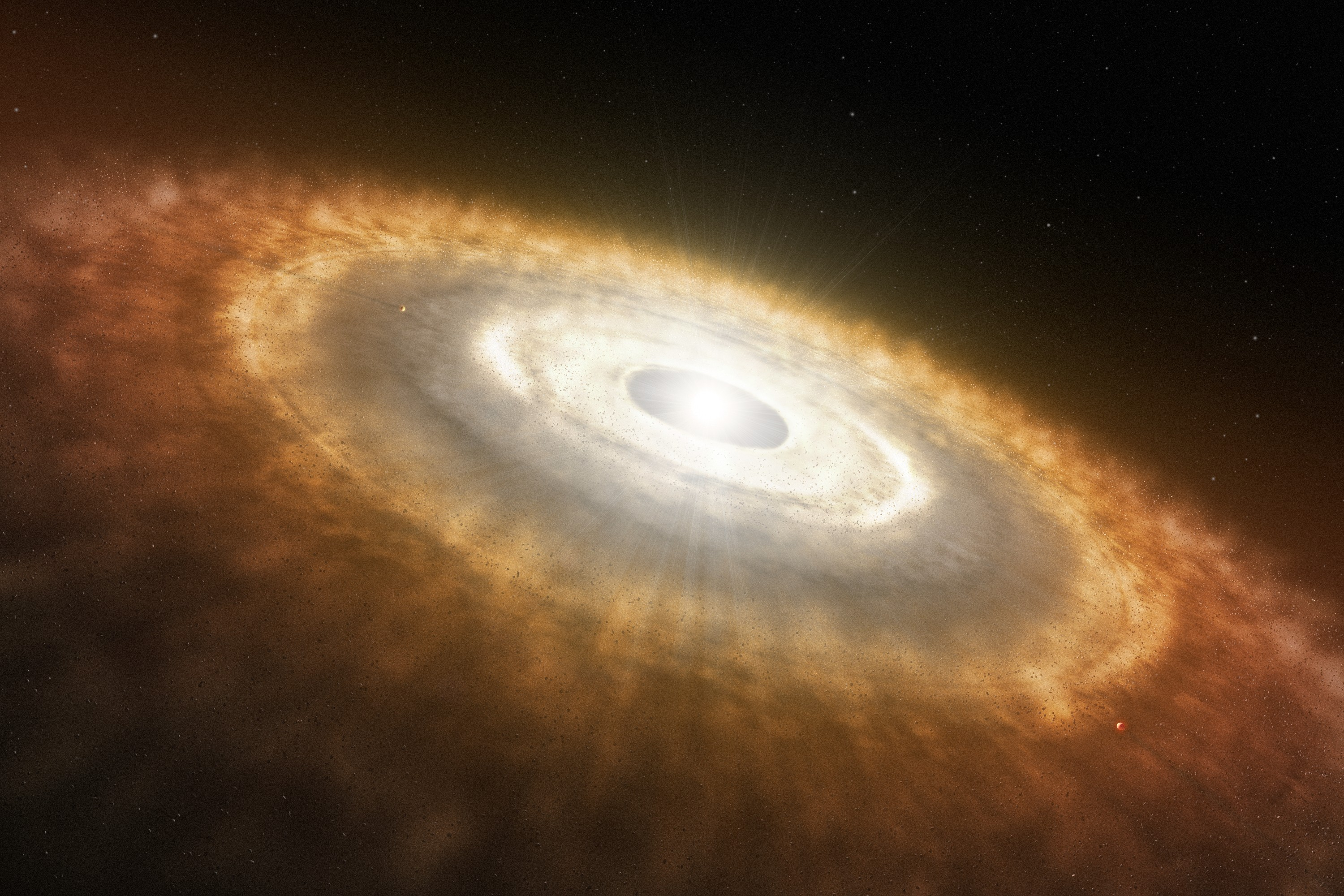
천체 예술가가 그린 원시 행성계 원반의 상상도.

원시 행성계 원반(原始 行星系 圓盤, 영어: protoplanetary disk)은 갓 태어난 젊은 별(황소자리 T나 허빅-아로 천체) 주위를 공전하면서 둘러싸고 있는 짙은 가스 원반을 말한다. 가스 물질들이 행성계 원반 안쪽에서 항성 표면으로 떨어지기 때문에 원시 행성계 원반을 강착원반으로 부르기도 한다. 그러나 원시 행성계 원반은 행성이 생겨나는 강착 과정과는 구별되는 개념이다.

## 물리적 특징

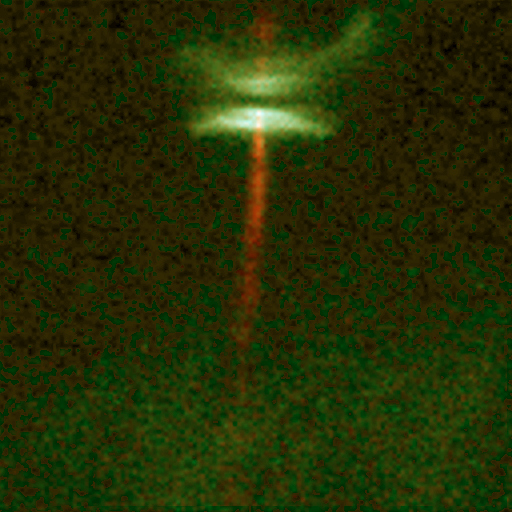
황소자리 내 원시행성계 원반에 형성된 허빅-아로 천체 30. 원반의 위 아래로 붉은 색의 성운끼가 발산되고 있는데, 이는 원시 행성계 원반에서 흔히 발견되는 현상이다.

황소자리 T형과 같은 원시별 주위를 둘러싸고 있는 원시 행성계 원반은, 갓 태어난 근접쌍성계 주변을 둘러싼 물질들과는 규모와 온도 차원에서 다르다. 원시 행성계 원반은 지름이 1천 천문단위에 이르며, 좀 더 차갑다. 항성과 가까운 원반 안쪽만 1천 켈빈 정도로 뜨거우며, 나머지 부분은 차갑다. 원시 행성계 원반에서는 허빅-아로 천체로 불리는 제트 현상이 함께 발생하는 것이 보통이다.

## 생성 과정

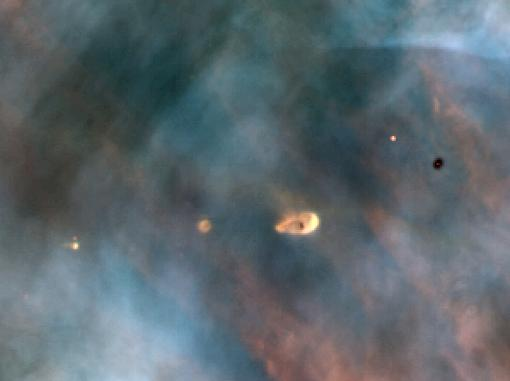
오리온성운 내에 있는 원시행성계 원반.

원시별들은 보통 수소 분자로 이루어진 분자 구름 속에서 태어난다. 일정량의 수소 구름이 특정 질량, 크기, 밀도를 만족할 경우 자체 중력으로 인해 붕괴되기 시작한다. 태양 성운으로도 부르는 이 수축하는 가스 구름은 진화를 거치면서 더욱 빽빽해지며, 불규칙했던 가스들의 움직임은 성운의 순각운동량(net angular momentum) 방향을 따라 일정해진다. 각운동량 보존 법칙에 의해 태양 성운의 크기가 작아질수록 원반의 회전 속도는 증가한다. 이처럼 원반이 회전함으로 인하여 성운은 마치 밀가루 반죽을 돌려서 피자를 만드는 것처럼 점차 평평해지고, 여기서 원시 행성계 원반의 형태가 만들어지게 된다. 이 과정은 약 10만 년에 걸쳐 이루어진다. 원반이 형성된 뒤 중심부의 항성 표면 온도는 주계열성 단계까지 상승하게 되며 비로소 인간의 눈에 보이기 시작한다. 이 단계에서 중심부 항성은 황소자리 T형 항성의 단계에 도달한다. 항성 표면에 가스가 낙하하는 과정은 이후 1천만 년 이상 더 지속된다. 이 기간 동안 원시 행성계 원반은 사라지는데, 아마 중심 별의 항성풍에 의해 불려 나가거나, 항성 표면으로의 물질 낙하가 멈춘 후 항성주변 먼지에서의 적외선 초과 발산이 멈추기 때문으로 추측하고 있다. 지금까지 발견된 원시 행성계 원반들 중 가장 나이가 많은 것은 2천 5백만 년이다.
태양계 생성 이론 중 성운 가설은 어떻게 원시 행성계 원반이 지금의 태양계로 진화하였는지를 설명하는 이론이다. 정전기력 및 중력 상호작용으로 인해 원반 내를 떠돌던 먼지와 얼음 조각들이 미행성으로 자라나게 된다. 이 과정은 항성 표면으로의 물질 강착 및 항성풍의 압력에 맞서 진행된다.

## 관측 사례
원시 행성계 원반은 우리 은하 내 여러 젊은 별들 주위에서 관측되었다. 최근 허블 우주 망원경이 찍은 사진들에 따르면 오리온성운 내에 원시 행성계 원반들이 생겨나고 있는 것이 포착되었다.
천문학자들은 원시 행성계 원반일지도 모르는, 큰 규모의 먼지나 얼음 조각 원반들이 베가, 알페카, 포말하우트 등 지구에서 가까운 이웃 항성들의 주위를 두르고 있는 것을 발견했다. 베가나 포말하우트는 카스토르 운동성군의 일원들로, 이전에 같은 곳에서 생겨난 뒤 이동하여 지금의 위치에 있는 것으로 생각하고 있다. 최근 히파르코스 위성의 관측에 따르면 이 운동성군의 나이는 1억 ~ 3억 년으로 추정되고 있는데, 이는 원시 행성계 원반이 지속 가능한 시간에 비해 훨씬 길다. 따라서, 적외선 초과 현상을 통해 발견되었던 베가나 포말하우트 주변의 먼지 원반은 원시 행성계 원반이 아니라, 미행성끼리 충돌하여 생긴 파편들로 이루어져 있는 것으로 추측되고 있다. 허블 우주 망원경이 포말하우트 주변의 원반을 찍은 사진에 따르면 이 가설은 더욱 설득력을 얻고 있다.

## 같이 보기
- 성운 가설
- 태양계의 형성과 진화
- 허빅-아로 천체
- 원시별
- 미행성
- 강착 원반